# GTT Communications
Pour les articles homonymes, voir GTT.
GTT Communications est l’un des principaux fournisseurs mondiaux de réseaux managés et de services de sécurité. Son siège social est basé à McLean, en Virginie (USA). GTT opère un backbone IP mondial Tier 1, de premier plan, et ses services de communication comprennent la voix, la vidéo, Internet, la Voix sur IP (VoIP), le réseau étendu (WAN), le SD-WAN, Secure Access Service Edge (SASE), mais également la sécurité du réseau, du Cloud, le MPLS (Multi-Protocol Label Switching), ainsi que des services managés. Ses clients sont des entreprises internationales implantées en Amérique du Nord et du Sud, en Europe, et en Asie-Pacifique.

## Histoire
En mai 2012, GTT rachète nLayer Communications, un réseau de transit IP.
En avril 2013, GTT rachète Tinet à Inteliquent pour 54,5 millions de dollars en liquides et en services, un réseau de transit IP international tier 1.
En janvier 2014, GTT (Global Telecom & Technology) se renomme en GTT Communications.
En novembre 2016, GTT Communications rachète le réseau de câbles optiques transatlantique Hibernia Networks pour 590 millions de dollars.
En février 2018, GTT Communications annonce l'acquisition pour 1,9 milliard d'euros d'Interoute, une entreprise spécialisée également dans le réseau internet mais sur le continent européen.
En juillet 2019, GTT annonce le rachat de la filiale KPN International de l'opérateur historique néerlandais KPN pour 50 millions d'euros, comportant notamment des fibres optiques en Europe et un réseau de transit IP tier 1. Ce rachat est finalisé en décembre 2019.
Pourtant, dès l'automne 2019, GTT se retrouve acculé financièrement et commence à chercher un acquéreur pour ses infrastructures et réseaux physiques pourtant récemment rachetés.
Le 16 octobre, 2020, GTT annonce la vente de son infrastructure à I Squared Capital. Il s’agit de ses réseaux fibres européens, nord-américains et sous-marins, ainsi que des data centers et des actifs associés acquis auprès d’Hibernia, d'Interoute, et d’une partie de ceux de KPN International.
Le 2 août 2021, la société n’ayant pas présenté ses résultats trimestriels et annuels, la bourse de New York retire les actions de GTT de la cote.
Le 2 septembre 2021, GTT annonce que l’entreprise et certaines filiales américaines se placent sous le régime du chapitre 11 américain (cessation des paiements pour tentative de restructuration)14, à la suite de la vente de son infrastructure. L’entreprise a déclaré qu’elle comptait poursuivre son activité sans interruption, grâce au soutien de ses créanciers.
Le 17 septembre 2021, GTT finalise la vente de son infrastructure à I Squared Capital, société basée à Miami, pour un montant total en numéraire avoisinant 1,74 milliard de dollars, d’autres sommes devant être versées par la suite, à différentes étapes.
Le 16 décembre 2021, le tribunal des faillites des États-Unis pour le district sud de New York a approuvé le plan de faillite sous le régime du chapitre 11 américain de GTT. Ce plan permet à GTT d'améliorer la structure de son capital et de mettre en œuvre sa stratégie commerciale à long terme.
Le 30 décembre 2022, GTT a achevé son processus de restructuration financière et s'est affranchie des dispositions du chapitre 11.
Le 24 septembre 2024, GTT annonce le lancement de GTT Envision, une plateforme technologique mondiale unique pour connecter, orchestrer, virtualiser et automatiser les réseaux d’entreprise. La plateforme combine la technologie EnvisionCORE et EnvisionEDGE pour le déploiement virtuel de fonctions réseau orchestrées partout dans le monde. Le tout est géré, personnalisé et contrôlé via une expérience numérique unique avec EnvisionDX.
GTT s’appuie sur cette plateforme pour offrir de nouveaux services.
En novembre 2024, l’entreprise annonce la virtualisation de son service managé pour un accès Internet dédié, via GTT Envision.

## Operateur
L’entreprise opère un réseau de plus de 450 points de présence (PoPs), répartis sur six continents, et fournit ses services dans plus de 170 pays.

### Internet
En 2019, GTT est l'un des cinq plus grands backbones Internet en termes de trafic. Les services Internet de l'entreprise comprennent le transit IP, l'accès Internet dédié et les services Internet à haut débit. GTT exploite également un réseau d’opérateur 100% natif dual stack (IPv4 et IPv6) construit sur une infrastructure optique.

### Réseaux étendus (WAN :Wide area networking)
GTT propose des services WAN, notamment SD-WAN, VPLS, MPLS, et Ethernet point-à-point, via son réseau IP mondial de premier plan, Tier 1.